# Cellariella somalica
Cellariella somalica is een vliesvleugelig insect uit de familie Halictidae. De wetenschappelijke naam van de soort is voor het eerst geldig gepubliceerd in 1899 door Magretti.